# IC 1599
IC 1599 ist eine Spiralgalaxie vom Hubble-Typ Sc im Sternbild Walfisch südlich der Ekliptik. Sie ist schätzungsweise 443 Mio. Lichtjahre von der Milchstraße entfernt und hat einen Durchmesser von etwa 145.000 Lichtjahren.

Im selben Himmelsareal befinden sich u. a. die Galaxien NGC 343, IC 1588, IC 1600, IC 1601.
Das Objekt wurde am 3. November 1898 von DeLisle Stewart entdeckt.